# Maniola strandiana
Maniola strandiana är en fjärilsart som beskrevs av Obraztsov 1936. Maniola strandiana ingår i släktet Maniola och familjen praktfjärilar. Inga underarter finns listade i Catalogue of Life.